# Journalist (datorspel)
Journalist är ett datorspel utgivet 2000 och utvecklat av Aniware.
För idé och manus till spelet stod Thomas Arnroth och Anna Lefvert. Eckhardt Milz och Martin Trockenhem stod för animation, Peo Thyrén och François Cormery för musik och Anders Backman med flera för programmering.

## Spelupplägg
Spelet är utvecklat för ungdomar i de nedre tonåren. Meningen med spelet är att man ska inta rollen som en journalist och därmed skriva artiklar för en tidning som heter Midköpingskuriren. Eftersom tidningen Konkurrenten vill publicera samma typ av artikel måste man kämpa mot klockan och dess gång. För att blidka sambon får man inte heller jobba övertid, vilket förstås också är en uppgift i sig.

### För att få fram artikel
När man skriver en artikel måste man gräva i alla offentliga register, som till exempel Kronofogdemyndigheten, Skattemyndigheten, Länsstyrelsen, Kommunen, Tingsrätten m.fl. Chefredaktören ger spelaren ett uppdrag, som man måste fullfölja. Det kan handla om något som har hänt eller något som håller på att hända. På de högre nivåerna måste man nästa dag göra en likvärdig uppföljare. Klarar man inte det, måste man göra lätta uppdrag, men då kan man inte avancera.

### Steg
Det finns olika steg. Man börjar på praktikant och avancerar sedan. Efter Murvel 2:a steget får man Stora Journalistpriset.
- Praktikant
- Skribent
- Journalist
- Murvel, 1:a steget
- Murvel, 2:a steget

### Uppdrag
Uppdragen varierar; de blir svårare och svårare. Bland uppdragen finns bland annat en saffransstöld, en diskriminerad lärare, en misshandel, en hemlig sekt och en som säljer svartsprit.

### Karaktärer
Man kan vara man eller kvinna och man får ha ett valfritt namn. På tidningen jobbar chefredaktören och Åke som är tidningsarkiverare. Man får en karta över Midköping (den fiktiva stad som spelet utspelar sig i) och sedan får man leta information. Det finns bl.a. ett sjukhus, kommunhus, skattehus, hamn, bibliotek, kyrka, pub, skola, torg, hotell, arena, polisstation, kyrkogård och själva tidningen. På arbetsrummet finns det en telefonkatalog där andra platser och privatpersoner står.

### Frågor och språk
När man vill fråga en person något, går man fram till den personen och ställer sin fråga. Personen kommer i gengäld att ställa en fråga till spelaren, för att testa hur mycket man kan. Frågorna är av typen: underhållning, samhälle, kultur, natur, sport och teknik. Klarar man frågan får man ställa sin fråga. Klarar man inte den får man inte fråga den personen något på en halvtimme.
Man kan å sin sida, skjuta fram tiden (men inte bak) så mycket man vill, men man måste tänka på arbetstiden.
Personerna pratar på ett påhittat språk, så allt textas på svenska.

### Hos chefredaktören
När man har samlat in sina fakta går man till chefen. Chefen ställer några frågor om det man håller på med. Svarar man rätt fortsätter man till nästa osv. Klar man den inte blir chefen rasande och man måste vänta fem timmar. Under tiden samlar man in informationen.

### Hos sambon
När man kommer hem mäter sambon hur länge man har jobbat över, och man får även lite annan fakta, om upplaga till exempel. Sedan måste man sova. Nästa dag är man tillbaka på jobbet.

### Arbetstid
Man arbetar från 08:00 till 17:00. Man kan jobba över till 24:00, men då blir sambon arg.

### Vilohemmet Hvilan
Vilohemmet är en av de mest kända platser som överhuvudtaget förekommer i spelet. En läkare där ska ha mutat en forskare för att skriva falska forskarrapporter till Hvilans fördel. Han ska också ha grundat en organisation som främjar aktiv dödshjälp.

### Övrigt
Grafiken påminner mer om en serietidning än 3D-grafik. Namnen på karaktärerna samt gatorna i spelet kommer från spelutvecklarna. De har fått karaktärer samt gator uppkallade efter sig, vilket man kan läsa till i eftertexterna.

## Mottagande
Björn Hellström på Sydsvenskan tyckte spelupplägget var något monotont, men att det gav en hyfsad inblick i journalisters vardag. Therese Granlund i Aftonbladet tyckte däremot att spelet hade en "otroligt skön" stämning och rekommenderade det. Lennart Nilsson i Expressen Sting och Kerstin Eikeland i Göteborgs-Posten båda gav fyra av fem i betyg.

### Fotnoter
1. 1 2  Journalist, Reclandet.nu, 4 november 2000
2. 1 2  ”Journalist”. Svensk mediedatabas. 26 februari 2000. http://smdb.kb.se/catalog/id/001438653. Läst 19 maj 2015.
3. 1 2  Therese Granlund (30 oktober 2000). ”Jaga heta nyheter - och bli allmänbildad”. Aftonbladet. http://www.aftonbladet.se/nojesbladet/spela/recensioner/article10186052.ab. Läst 19 maj 2015.
4. ↑  "Journalist: Monotont men allmänbildande", Sydsvenskan, 21 oktober 2000
5. ↑  Lelle lirar, Expressen, 29 oktober 2000
6. ↑  "Roligt och lärorikt - trots klichéerna", Göteborgs-Posten, 9 november 2000